# Moldavski lej
Moldavski lej (moldavski: leu moldovenesk, ISO 4217: MDL) je službena valuta Republike Moldavije. Jedan lej se sastoji od 100 bana. Dobio je ime po rumunjskoj novčanoj jedinici. Uveden je 29. studenoga 1993. godine kada je zamijenio privremene kupone. Umjesto moldavskoga leja, u separatističkoj moldavskoj pokrajini Pridnjestrovlje se koristi pridnjestrovski rubalj kao sredstvo plaćanja.
Novac izdaje Moldavska narodna banka.
Papirne novčanice se izdaju u apoenima od 1, 5, 10, 20, 50, 100, 200, 500 i 1000 leja, a kovanice u apoenima od 1, 5, 10, 25 i 50 bana.
Kao i u mnogim drugim zemljama Istočne Europe jake strane valute se koriste paralelno s lejem. Prvenstveno američki dolar i euro.

## Vanjske poveznice
- Kovanice
- Novčanice  Arhivirana inačica izvorne stranice od 11. ožujka 2007. (Wayback Machine)